# HMS Warrior (1905)
HMS Warrior – brytyjski krążownik pancerny, pierwsza jednostka typu Warrior. Był trzecim okrętem o tej nazwie w historii Royal Navy.
Zwodowany 25 listopada 1905 roku, wszedł do służby 12 grudnia 1906, w latach 1906–1913 pełnił służbę w Home Fleet, w 1913 przeniesiony do Pierwszej Eskadry Krążowników Floty Morza Śródziemnego. W sierpniu 1914 uczestniczy w polowaniu na niemieckie okręty na Morzu Śródziemnym SMS "Goeben" i SMS "Breslau". W grudniu 1914 przeniesiony do 2. Eskadry Krążowników Grand Fleet.
Zatopiony 1 czerwca 1916 roku w bitwie jutlandzkiej.

## Dane techniczne
- pancerz:
  - burtowy - 152 mm
  - wieże artylerii głównej - 190 mm